# مقاطعة واد الناقة
واد الناقة هي مقاطعة تابعة إداريًا لولاية الترارزة في موريتانيا، تعتبر واد الناقة هي فخر الدولة الموريتانية وتاجها وتعتبر مهد الحضارة وهي أراضي تابعة لتاكونانت  المشهورة بالعلم والسلاح والقتال ، يلقبون بأسود الكبلة ،وتتميز المنطقة بطبيعتها الخلابة ومناظرها الجميلة حيث في الزمن الخريف تطل عليه الزيارات من كل صوب .

## قائمة البلديات في المقاطعة
تتكون المقاطعة من ثلاث بلديات :
- واد الناقة
- آوليكات
- العرية

## السكان
بلغ عدد سكان المقاطعة 26 254 نسمة (12 884 ذكر و13 370 أنثى)وفق تعداد سنة 2000.
| رمز | المقاطعة   | المساحة كم2 | السكان | السكان | السكان |
| رمز | المقاطعة   | المساحة كم2 | 1988   | 2000   | 2013   |
| --- | ---------- | ----------- | ------ | ------ | ------ |
| 64  | واد الناقة | 19 855      | 15 836 | 26 254 | 23 698 |